# Внутрішня морена
Внутрішня морена (рос.внутренняя морена, англ. englacial drift, нім. Innenmoräne f) – сукупність уламків гірської породи, які знаходяться всередині льодовика. 